# Bakr El Helali
Bakr El Helali, né le 10 juillet 1987 à Berkane, est un footballeur international marocain évoluant au poste de milieu de terrain au Renaissance de Berkane.

## Biographie

### En club
Il participe au cours de sa carrière à la Ligue des champions d'Afrique et à la Coupe de la confédération.
Le 20 mai 2022, il remporte la Coupe de la confédération après avoir remporté la finale sur une séance de tirs au but face à l'Orlando Pirates FC (match nul, 1-1). Le 28 juillet 2022, il bat le Wydad Casablanca sur séance de penaltys à l'occasion de la finale de la Coupe du Maroc au Stade Mohammed-V (match nul, 0-0). Le 10 septembre 2022, il est titularisé sous son nouvel entraîneur Abdelhak Benchikha à l'occasion de la finale de la Supercoupe de la CAF face au Wydad Athletic Club. Le match se solde sur une victoire de 0-2 au Complexe sportif Moulay-Abdallah.

### En sélection
Le 29 février 2012, il reçoit sa première sélection avec l'équipe du Maroc sous entraîneur Eric Gerets à l'occasion d'un match amical contre le Burkina Faso (victoire, 2-0).

## Statistiques
| Matches internationaux de Bakr El Helali | Matches internationaux de Bakr El Helali | Matches internationaux de Bakr El Helali   | Matches internationaux de Bakr El Helali | Matches internationaux de Bakr El Helali | Matches internationaux de Bakr El Helali | Matches internationaux de Bakr El Helali | Matches internationaux de Bakr El Helali |
| 0                                        | Date                                     | Lieu                                       | Adversaire                               | Score                                    | Résultats                                | Compétitions                             |                                          |
| ---------------------------------------- | ---------------------------------------- | ------------------------------------------ | ---------------------------------------- | ---------------------------------------- | ---------------------------------------- | ---------------------------------------- | ---------------------------------------- |
| 1                                        | 29 février 2012                          | Grand Stade de Marrakech, Marrakech, Maroc | Burkina Faso                             | —                                        | 2-0                                      | Match amical                             |                                          |

## Palmarès
Difaâ d'El Jadida
- Coupe du Trône (1) : 
  - Vainqueur : 2013

 RS Berkane
- Coupe du Trône (3) :
  - Vainqueur : 2018, 2021, 2022
- Coupe de la confédération (2) :
  - Vainqueur : 2019-20, 2021-22
  - Finaliste : 2018-19
- Supercoupe de la CAF (1) :
  - Vainqueur : 2022
  - Finaliste : 2021